# الحلال والحرام (فلم)
الحلال والحرام هو فيلم دراما مصري من إخراج سيد سيف وبطولة عادل أدهم، سهير رمزي، سمية الألفي، حاتم ذو الفقار وعبد المنعم إبراهيم. صدر الفيلم في 1 يناير 1985.

## نبذه
تعمل سهام ومواهب في مصنع الثري صفوت نهارًا وفي منزل للدعارة ليًلا تنجح سهام في إيقاع صفوت في شباكها بعد أن تخفي عنه حقيقتها، ولكن أشباح الماضي تستمر بمطاردتها.

## طاقم العمل
- عادل أدهم بدور صفوت الشربيني
- سهير رمزي بدور سهام
- سمية الألفي بدور نوال
- حاتم ذو الفقار بدور خليل
- عبد المنعم إبراهيم بدور غانم
- فريدة سيف النصر بدور مواهب
- نعيمة الصغير بدور أم سهام

## وصلات خارجية
- مقالات تستعمل روابط فنية بلا صلة مع ويكي بيانات